# ISO 3166-2:AM
کد ISO 3166-2:AM بخشی از استاندارد ایزو ۳۱۶۶ برای کشور ارمنستان است که توسط سازمان بین‌المللی استانداردسازی ISO تنظیم شده‌است این سازمان، کدهای استاندارد را برای تقسیمات کشوری (ایالت‌ها یا استان‌های) کشورهای فهرست شده در استاندارد ایزو ۳۱۶۶-۱ تعریف می‌کند.
هر کد شامل دو بخش می‌گردد که توسط علامت - جدا می‌گردند.
- بخش نخست AM که در ایزو ۳۱۶۶-۱ آلفا-۲ کد کشور ارمنستان است.
- بخش دوم شامل یک یا دو یا سه حرف است که بیان‌کننده استان یا ایالت کشور ارمنستان می‌باشد.

## کدها
| Code  | Subdivision name |
| ----- | ---------------- |
| IQ-AN | استان انبار      |
| IQ-BA | استان بصره       |
| IQ-MU | استان مثنی       |
| IQ-QA | استان قادسیه     |
| IQ-NA | استان نجف        |
| IQ-AR | استان اربیل      |
| IQ-SU | استان سلیمانیه   |
| IQ-TS | استان کرکوک      |
| IQ-BB | استان بابل       |
| IQ-BG | استان بغداد      |
| IQ-DA | استان دهوک       |
| IQ-DQ | استان ذی‌قار      |
| IQ-DI | استان دیاله      |
| IQ-KA | استان کربلا      |
| IQ-MA | استان میسان      |
| IQ-NI | استان نینوا      |
| IQ-SD | استان صلاح‌الدین  |
| IQ-WA | استان واسط       |